# Dig the New Breed
Dig the New Breed è l'ultimo album pubblicato dopo lo scioglimento della band The Jam avvenuto nel dicembre del 1982, ed è composto da brani già editi e suonati dal vivo.

## Tracce
Tutte le canzoni sono scritte da Paul Weller
Lato A
1. In The City
2. All Mod Cons
3. To Be Someone (Didn't We Have A Nice Time)
4. It's Too Bad
5. Start!
6. Big Bird
7. Set The House Ablaze

Lato B
1. Ghosts
2. Standards
3. In The Crowd
4. Going Underground
5. The Dreams Of Children
6. That's Entertainment
7. Private Hell

## Formazione
- Paul Weller - voce, chitarra
- Bruce Foxton - basso
- Rick Buckler - batteria